# Aodh Mac Gabhrain
Aodh Mac Gabhráin, in inglese Hugh McGauran o Magauran (Cabhán, ... – ...; fl. XVIII secolo), è stato un poeta irlandese operante intorno al 1715.
Fu tra quegli intellettuali gaelici che a Dublino facevano gruppo intorno al poeta e lessicografo Tadhg Ó Neachtáin.
Di Mac Gabhráin si conoscono poche opere, ma brillanti e significative per la poesia gaelica del primo Settecento.
Molto noto è il suo Pléaráca na Ruarcach (Il festino degli O'Rourke) che descrive un tumultuoso banchetto con divertimenti e risse. Questa poesia fu messa in musica da un popolare arpista e artista di quei tempi, Toirdhealbhach Ó Cearbhalláin (Turlough Carolan), e piacque a Jonathan Swift che nel 1720 la traspose in inglese col titolo The Description of an Irish Feast.
A Mac Gabhráin è attribuita anche la spassosa poesia Achasán an Mharcaigh (La sfuriata del cavaliere), in cui un cavaliere si sfoga a insultare il proprio cavallo dopo essere stato disarcionato e aver fatto la figuraccia di cadere a terra proprio mentre la sua bella lo guardava dalla finestra. 
La poesia comincia con i versi: "Ronzino che m'hai fatto perdere l'amata, - va' al diavolo e abbandona la mia vista; - [...] Non ti vergogni, o stupido ronzino, - diabolico bighellone sgraziato, - a lasciarmi a pancia in giù nella cacca - sotto gli occhi della mia futura sposa?"; e prosegue con una immaginosa e colorita serie di maledizioni equine.